# Волжско-Камское коммерческое пароходство
Волжско-Камское коммерческое пароходство — компания водного транспорта Российской империи.

## История
Пароходство было основано в 1887 году предпринимателями Иваном Ивановичем Прянишниковым и братьями Иваном Николаевичем и Василием Николаевичем Польскими из села Городец Балахнинского уезда Нижегородской губернии.
Первоначально компания действовала под именем «Купеческое пароходство по р. Волге» в составе двух пароходов – «Аскольд» и «Дир». В 1907 году пароходство было преобразовано в полное товарищество с участием нескольких компаньонов, в том числе Павла Михайловича Репнина, ставшего директором-распорядителем. По состоянию на 1913 год товарищество эксплуатировало 41 пароход на линиях: Нижний Новгород – Астрахань, Нижний Новгород – Сарапул, а также на местных линиях в Казани, Симбирске, Самаре и Саратове. Также совместно с пароходной компанией «Самолёт» Волжско-Камское пароходство осуществляло пассажирскую и грузовую перевозку по восточному и западному побережьям Каспийского моря.
В 1914 году компания была преобразована в акционерное общество с основным капиталом в 3 миллиона рублей (30 тысяч акций по 100 рублей). В его правление входили — П. М. Репнин (председатель), В. А. Дашковский, М. И. и П. И. Телятниковы, А. И. Исаев. Главное управление пароходства находилось в Саратове.

## Фотогалерея
- Речные суда пароходного общества
- Пароход «Москвич»[4]
- Пароход «Скворцов»[5]